# 18075 Донашарма
18075 Донашарма  (18075 Donasharma) — астероїд головного поясу, відкритий 28 лютого 2000 року.
Тіссеранів параметр щодо Юпітера — 3,469.